# Henrik Lykke (fodboldspiller)
Henrik Lykke (født 3. april 1970) er en dansk tidligere fodboldspiller, der blandt andet var med til at blive dansk mester for Herfølge Boldklub i 2000.